# 나 (드라마)
《나》는 1996년 8월 21일부터 1997년 11월 9일까지 총 57부작으로 방송된 문화방송 청소년 드라마이다. 고교 방송반을 주무대로 청소년들의 풋풋한 교실이야기와 그들의 꿈과 고민을 그렸다.
꾸준히 20% 내외의 시청률을 기록하며 많은 사랑받았고, 무명이었던 송은영, 김수근, 김정욱, 최강희 등 신인 연기자들의 인기가 치솟았으나 김수근은 가수활동 때문에 도중하차했다. 또한 자율학습이나 학원시간과 맞물려 보기 힘들다는 청소년들의 끈질긴 요청에 따라 주말에 재방송해 주었다.

## 방송 일정
- 1996년 8월 21일 ~ 1996년 10월 9일 : 매주 수요일 저녁 6시 15분 ~ 7시 (45분) / 1회 ~ 8회
- 1996년 10월 30일 ~ 1997년 10월 15일 : 매주 수요일 저녁 7시 30분 ~ 8시 25분 (55분) / 9회 ~ 55회
- 1997년 10월 24일 : 금요일 저녁 7시 30분 ~ 8시 25분 (55분) / 56회
- 1997년 11월 9일 : 일요일 낮 2시 ~ 3시 (60분) / 57회

## 등장 인물

### 방송반 8, 9, 10기
- 송은영[3] - 송은영 역
- 김수근 - 정선우 역
- 최강희 - 홍세연 역
- 전정로 - 전정로 역
- 고은아 - 고은아 역
- 김준 - 김준 역
- 허영란 - 허영란 역
- 김두환 - 김두환 역
- 김정욱[4] - 황선빈 역
- 전부미 - 전부미 역
- 이정호 - 이기영 역

### 방송반 11기
- 안재모 - 안재모 역
- 김래원 - 김래원 역
- 김혜경 - 김혜경 역
- 김재동 - 김재동 역
- 배소연 - 배소연 역
- 오주이[5] - 안주희 역(29회~)
- 문지희 - 최민수 역(52회~)

### 그 외 학생들
- 김상기 - 균동 역
- 신인호
- 염현희
- 김지민
- 조향기
- 박성욱 - 연극부 부장 역.
- 서현기
- 민영성
- 전유경 - 정은주 역
- 오유나 - 미스윤 역
- 김준혁 - 강현 역. 기영의 친구
- 최영완 - 민숙 역. 담배 피다 걸린 학생
- 박소정 - 윤미 역. 세연을 좋아하는 후배
- 홍세은 - 수민 역. 래원이 첫눈에 반해 사귄 불량학생
- 최승일 - 창진 역. 힘겹게 학교생활을 시작하는 복교생

### 교사
- 김정균 - 김정균 선생 역. 윤리교사, 방송반 담당교사 (1회~28회)
- 이아현 - 이아현 선생 역. 생물교사, 연극반 담당교사[6] (1회~26회)
- 이희도 - 학생주임 이희도 선생 역. 영어교사
- 정호근 - 정호근 선생 역. 체육교사
- 김소이 - 이지원 선생 역. 생물교사, 방송반 담당교사(29회~)
- 권우영 - 가정교사(가정과목담당)

### 그 외 인물
- 현석 - 이기영 아버지
- 김혜옥 - 이기영 어머니
- 최범호 - 경찰
- 김윤정 - 약사
- 윤순홍 - 방송국 PD
- 민병훈
- 김기현 - 멀대선생. 정선생의 은사
- 정한헌 - 박선생 역
- 신귀식 - 장학관 역
- 조재훈
- 오현섭 - 오선생 역
- 김준규
- 최창민
- 추은주 - 정윤 역
- 노희지 - 정미경 역
- 강성연 - 김미라 역
- 김정은 - 김은주 역
- 김세아 - 정혜 역
- 구혜진 - 이정희 역
- 유서진 - 이아현 역
- 심재홍
- 이한형
- 강미 - 영란의 어머니
- 박영지 - 학원강사 역
- 김선동 - 뉴스앵커 역
- 박희정
- 성인규
- 김민우
- 김유정 - 래원의 첫사랑인 여자친구
- 채승리 - 선빈의 어머니
- 김상엽
- 이성호 - 혜경의 아버지
- 정영금 - 혜경의 어머니
- 나한일 - 세연의 아버지
- 김순경
- 이도경
- 김현기
- 이병식
- 홍성선 - 비디오방 주인 / 국어교사
- 양동근 - 재모의 친구
- 차윤회 - 전파상 주인
- 정태섭
- 엄현정
- 심우창 - 미인대회 심사위원
- 이재훈
- 김치국
- 신미정
- 전찬미
- 김성실 - 현대고 방송반 상우 역
- 이금복 - 다방을 운영하는 준의 어머니
- 손용환
- 김민우
- 안태용
- 윤철규
- 조용화
- 김민상
- 황범식 - 혜경 아버지의 친구
- 오효진 - 아랑 역
- 신복숙 - 수민의 어머니
- 차기환 - 수민 담임
- 김현주 - 재희 역. 준이 반한 대학생
- 김영빈 - 재희의 남자친구
- 김명희
- 김상훈

### 우정 출연
- 이지훈 - 20회. 편의점 아르바이트생
- 허수경 - 21회
- 김용만 - 21회
- H.O.T. - 21회
- 배혜진 - 21회

### 음성 출연
- 임춘희 - 34회, 47회
- 엄현정 - 47회
- 김동현 - 54회
- 정남 - 55회

## 방영 목록
| 회차 | 방송 일자        | 부제 (서브 타이틀)        |
| ---- | ---------------- | ------------------------- |
| 1회  | 1996년 8월 21일  | 호랑이 길들이기           |
| 2회  | 1996년 8월 28일  | 이브의 반란               |
| 3회  | 1996년 9월 4일   | 실수가지고 왜 그러세요    |
| 4회  | 1996년 9월 11일  | 사랑금지구역              |
| 5회  | 1996년 9월 18일  | 독사에게 물리다           |
| 6회  | 1996년 9월 25일  | 감정은 자유               |
| 7회  | 1996년 10월 2일  | 공부해서 남줬다           |
| 8회  | 1996년 10월 9일  | 고3이 사는 법             |
| 9회  | 1996년 10월 30일 | 장미전쟁                  |
| 10회 | 1996년 11월 6일  | 우리가 궁금한 것들        |
| 11회 | 1996년 11월 13일 | 축제는 시작됐다           |
| 12회 | 1996년 11월 20일 | 꽃다발의 의문             |
| 13회 | 1996년 11월 27일 | 눈물의 무게               |
| 14회 | 1996년 12월 4일  | 그들을 위하여             |
| 15회 | 1996년 12월 11일 | 머리나쁜 자의 슬픔        |
| 16회 | 1996년 12월 18일 | 세연이의 무단결석         |
| 17회 | 1996년 12월 25일 | 크리스마스 선물           |
| 18회 | 1997년 1월 1일   | 우리는 지금 동해로 간다   |
| 19회 | 1997년 1월 8일   | 생활관의 전설             |
| 20회 | 1997년 1월 15일  | 어떻게 그 남자를          |
| 21회 | 1997년 1월 22일  | 방송반, 방송타다          |
| 22회 | 1997년 1월 29일  | 영화 만들기               |
| 23회 | 1997년 2월 5일   | 선생님도 우리처럼         |
| 24회 | 1997년 2월 12일  | 가장 추운 겨울            |
| 25회 | 1997년 2월 19일  | 뒷모습이 아름다울때 (I)   |
| 26회 | 1997년 2월 26일  | 뒷모습이 아름다울때 (II)  |
| 27회 | 1997년 3월 5일   | 만만치 않은 녀석들        |
| 28회 | 1997년 3월 12일  | 상처투성이 우정           |
| 29회 | 1997년 3월 19일  | 일보후퇴 이보전진         |
| 30회 | 1997년 3월 26일  | 펑키,댄스,그리고 바그너   |
| 31회 | 1997년 4월 2일   | 만우절에 생긴 일          |
| 32회 | 1997년 4월 9일   | 고3 표류기                |
| 33회 | 1997년 4월 16일  | 그녀의 샴푸향기           |
| 34회 | 1997년 4월 23일  | 남자의 눈물               |
| 35회 | 1997년 4월 30일  | 살아남은 자의 슬픔        |
| 36회 | 1997년 5월 7일   | 원하지 않았던 여행        |
| 37회 | 1997년 5월 14일  | 사부열전                  |
| 38회 | 1997년 5월 21일  | 시인의 비밀               |
| 39회 | 1997년 5월 28일  | 비상구, 없음              |
| 40회 | 1997년 6월 4일   | 미인선발대회              |
| 41회 | 1997년 6월 11일  | 왕자님은 없다             |
| 42회 | 1997년 6월 18일  | 우상의 그늘               |
| 43회 | 1997년 6월 25일  | 10년전의 약속             |
| 44회 | 1997년 7월 2일   | 교사는 무엇으로 사는가    |
| 45회 | 1997년 7월 9일   | LOVE를 들려주세요         |
| 46회 | 1997년 7월 16일  | 사랑과 우정사이           |
| 47회 | 1997년 7월 23일  | 홈 커밍 데이              |
| 48회 | 1997년 7월 30일  | '나'를 찾아서 (I)         |
| 49회 | 1997년 8월 6일   | '나'를 찾아서 (II)        |
| 50회 | 1997년 8월 13일  | 영원한 사랑               |
| 51회 | 1997년 8월 20일  | 소나기가 올 때            |
| 52회 | 1997년 8월 27일  | 미로 게임                 |
| 53회 | 1997년 9월 10일  | 복교생                    |
| 54회 | 1997년 9월 24일  | 그녀를 다시 만날때까지    |
| 55회 | 1997년 10월 15일 | 시험귀신 물럿거라         |
| 56회 | 1997년 10월 24일 | 나사못 한 개라도...       |
| 57회 | 1997년 11월 9일  | 나, 우리 - 그 후 (최종회) |

## 사운드 트랙

### Part.1
| #   | 제목                                   | 재생 시간 |
| --- | -------------------------------------- | --------- |
| 1.  | 〈나〉 (이예린)                        |           |
| 2.  | 〈Main Theme (Humming)〉 (이승연)      |           |
| 3.  | 〈언제나 널〉 (임강구)                 |           |
| 4.  | 〈나 (R&B Instrument)〉 (김성희)       |           |
| 5.  | 〈가려진 너에게〉 (최강희)             |           |
| 6.  | 〈Main Theme (Orchestra ver.)〉 (V.A)  |           |
| 7.  | 〈심중상우(心中想友)〉 (임강구)        |           |
| 8.  | 〈이.상.기.우〉 (V.A)                  |           |
| 9.  | 〈그리움 뒤에〉 (남기용)               |           |
| 10. | 〈Sad Theme Ⅰ〉 (V.A)                  |           |
| 11. | 〈심중상우(心中想友)〉 (V.A)           |           |
| 12. | 〈Sad Theme Ⅱ (Harmonica ver.)〉 (V.A) |           |
| 13. | 〈이.상.기.우〉 (남기용)               |           |

### Part.2
| #   | 제목                                | 재생 시간 |
| --- | ----------------------------------- | --------- |
| 1.  | 〈세상끝까지 너와 나〉 (임강구)     |           |
| 2.  | 〈돌아서는 너에게〉 (허규)          |           |
| 3.  | 〈언제까지나 너와 나〉 (이예린)     |           |
| 4.  | 〈가려진 너에게〉 (장정미)          |           |
| 5.  | 〈Main Theme〉 (유태준)             |           |
| 6.  | 〈내안의 나〉 (허규)                |           |
| 7.  | 〈언제나 널〉 (임강구)              |           |
| 8.  | 〈Sad Theme Ⅰ〉 (Mosfilm Orchestra) |           |
| 9.  | 〈Sad Theme Ⅱ〉 (신원철)            |           |
| 10. | 〈가려진 너에게〉 (오조환)          |           |
| 11. | 〈이.상.기.우〉 (V.A)               |           |

## 같이 보기
- 스타트 (KBS)
- 신세대 보고 - 어른들은 몰라요 (KBS)
- 우리는 와이틴 감성세대 (EBS)